# Bandziszki
Bandziszki (lit. Bandiškės) − wieś na Litwie, w gminie rejonowej Soleczniki, 4 km na północ od Koleśników, zamieszkana przez 19 ludzi. Przed II wojną światową w Polsce, w powiecie lidzkim województwa nowogródzkiego.